# ジャン＝ベデル・ボカサ2世
ジャン＝ベデル・ボカサ2世（フランス語: Jean-Bédel Bokassa II, 1973年11月2日 - ）は、中央アフリカ帝国の元皇太子、ボカサ家家長。

## 経歴
中央アフリカ共和国大統領であったジャン＝ベデル・ボカサとその6番目の妻であったカトリーヌの間の子として首都バンギに生まれる。
1976年12月4日に父が皇帝を称すと、カトリーヌは皇后に、ジャン＝ベデルは皇太子（フランス語: prince héritier de Centrafrique）にそれぞれ冊立された。ボカサ1世の長男のジョルジュは内閣で大臣に任命されていたが、ボカサ1世がジョルジュを弱いと考えたためと母カトリーヌの策謀によるものであった。翌1977年12月4日のボカサ1世の戴冠式に皇太子も参列した。1979年9月20日、フランス軍のバラクーダ作戦によって帝政が崩壊すると、皇太子としての法的な地位を失った（廃太子）。1996年11月3日に父が死去すると、ボカサ家の家長となった。

## 参考資料
- Richard Bradshaw; Juan Fandos-rius (May 27, 2016). Historical Dictionary of the Central African Republic. Historical Dictionaries of Africa (New ed.). Rowman & Littlefield Pub Inc. ISBN 978-0810879911

| スタブアイコン | サブスタブ | この項目は、まだ閲覧者の調べものの参照としては役立たない、人物に関連した書きかけの項目です。この項目を加筆・訂正などしてくださる協力者を求めています（P:人物伝/PJ:人物伝）。 |